# Draft de Expansión de la NBA de 2004

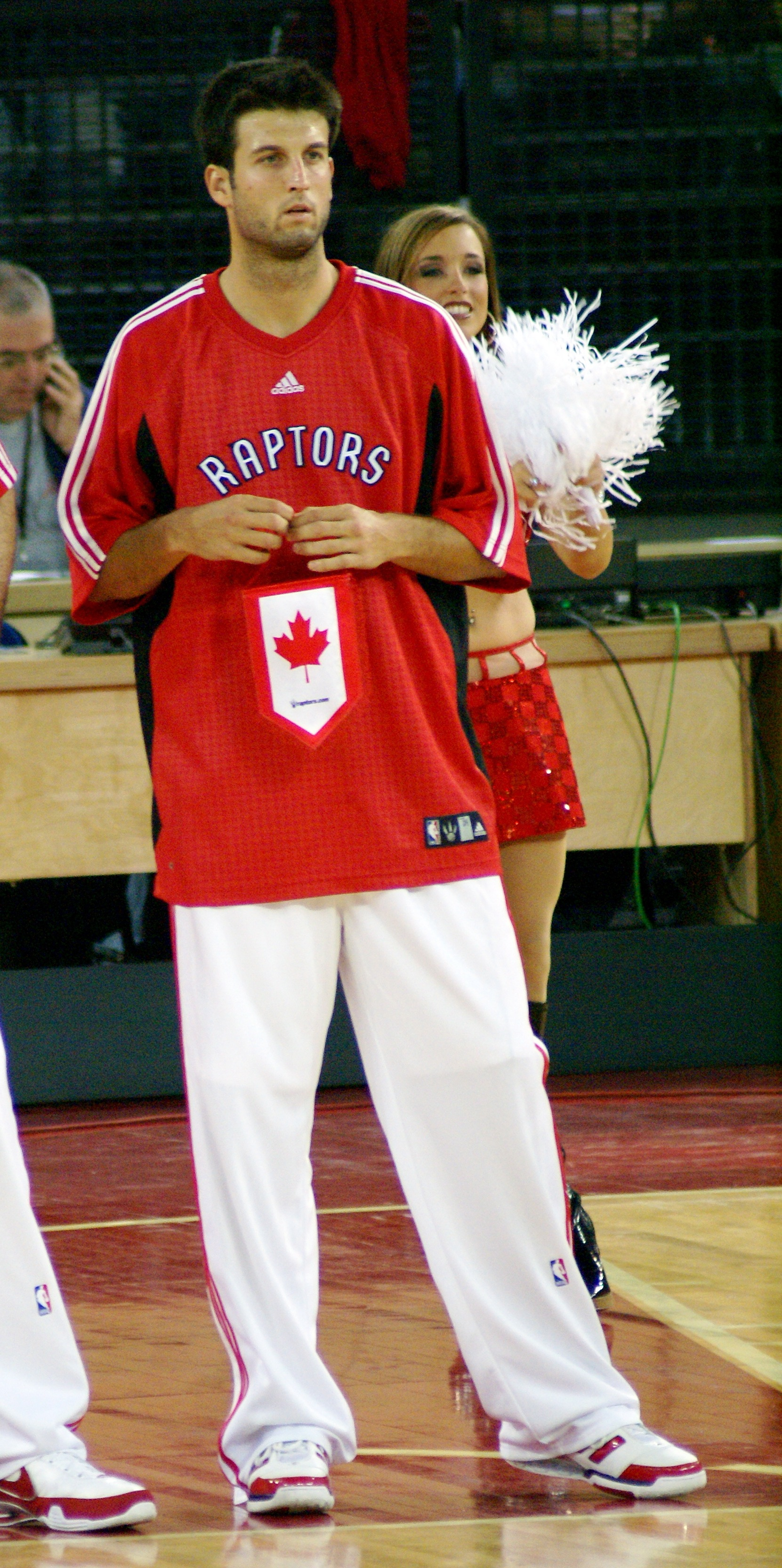
Jason Kapono fue elegido de los Cleveland Cavaliers.

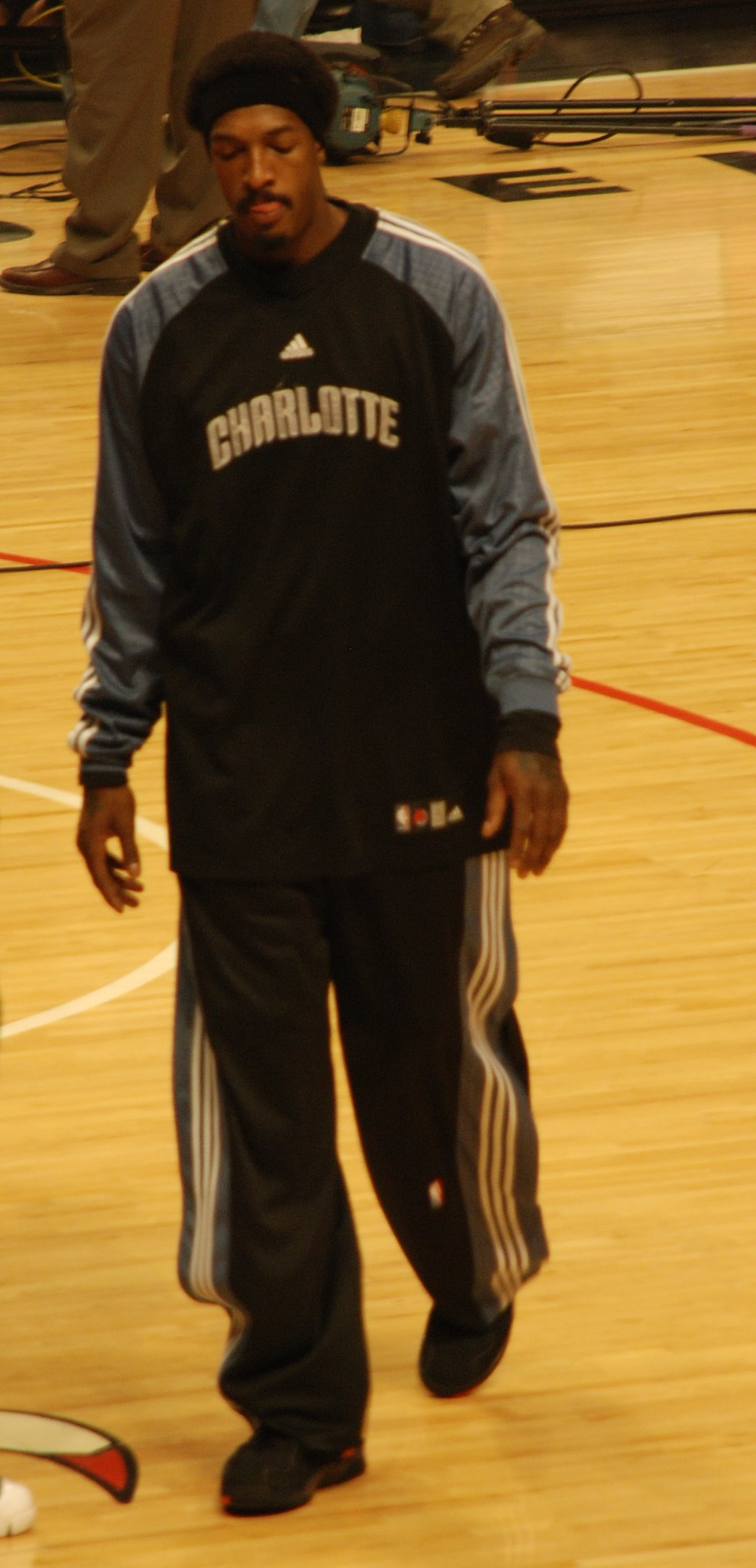
Gerald Wallace fue elegido de los Sacramento Kings.

El Draft de Expansión de 2004 se produjo el 22 de junio del 2004 para la construcción de la nueva franquicia de la NBA, los Charlotte Bobcats, y número 30 de la liga, en el eligieron a los 19 jugadores desprotegidos de distintos equipos de la NBA para su temporada inaugural.
Fue la segunda vez en la historia que existió una expansión para una franquicia en Charlotte tras la producida en 1988. Diez años después, a partir de la temporada 2014-15, los Charlotte Bobcats son conocidos como los Charlotte Hornets, recuperando así su denominación histórica tras la renuncia de los derechos del nombre por parte de los New Orleans Pelicans (quienes hasta el año anterior se llamaban New Orleans Hornets).

## Jugadores seleccionados
| PG | Base | SG | Escolta | SF | Alero | PF | Ala-Pívot | C | Pívot |

| Jugador             | Nacionalidad   | Equipo anterior        | Posición | Universidad/Club                   | Años pro. |
| ------------------- | -------------- | ---------------------- | -------- | ---------------------------------- | --------- |
| Lonny Baxter        | Estados Unidos | Washington Wizards     | PF       | Maryland                           | 2         |
| J. R. Bremer        | Estados Unidos | Golden State Warriors  | G        | St. Bonaventure                    | 2         |
| Primož Brezec       | Eslovenia      | Indiana Pacers         | C        | Union Olimpija (Eslovenia)         | 3         |
| Maurice Carter      | Estados Unidos | New Orleans Hornets    | G        | LSU                                | 1         |
| Predrag Drobnjak    | Montenegro     | Los Angeles Clippers   | PF/C     | Efes Pilsen (Turquía)              | 3         |
| Desmond Ferguson    | Estados Unidos | Portland Trail Blazers | F        | Detroit                            | 1         |
| Marcus Fizer        | Estados Unidos | Chicago Bulls          | PF       | Iowa State                         | 4         |
| Richie Frahm        | Estados Unidos | Seattle SuperSonics    | G        | Gonzaga                            | 1         |
| Brandon Hunter      | Estados Unidos | Boston Celtics         | PF       | Ohio                               | 1         |
| Jason Kapono        | Estados Unidos | Cleveland Cavaliers    | SG/SF    | UCLA                               | 1         |
| Zaza Pachulia       | Georgia        | Orlando Magic          | PF/C     | Ülkerspor (Turquía)                | 1         |
| Aleksandar Pavlović | Serbia         | Utah Jazz              | SG/SF    | KK Budućnost (Serbia y Montenegro) | 1         |
| Jamal Sampson       | Estados Unidos | Los Angeles Lakers     | PF/C     | California                         | 2         |
| Tamar Slay          | Estados Unidos | New Jersey Nets        | SG/SF    | Marshall                           | 2         |
| Theron Smith        | Estados Unidos | Memphis Grizzlies      | F        | Ball State                         | 1         |
| Jeff Trepagnier     | Estados Unidos | Denver Nuggets         | SG       | USC                                | 3         |
| Gerald Wallace      | Estados Unidos | Sacramento Kings       | SF       | Alabama                            | 3         |
| Jahidi White        | Estados Unidos | Phoenix Suns           | PF/C     | Georgetown                         | 6         |
| Loren Woods         | Estados Unidos | Miami Heat             | C        | Arizona                            | 3         |

Notas:
1. ↑  Relegado por los Bobcats sin jugar un partido, pero jugó con ellos en 2006.
2. 1 2 3 4 5 6 7 8 9 10 11  No llegó a jugar con los Bobcats.
3. 1 2 3 4 5 6 7 8 9  Agente libre.